# Contea di Adair (Oklahoma)
La contea di Adair (in inglese Adair County) è una contea dello Stato USA dell'Oklahoma. Al censimento del 2006 la popolazione era di 21.614 abitanti. Il suo capoluogo è Stilwell.
La Contea di Adair deve il suo nome alla famiglia Adair della tribù Cherokee.

## Geografia fisica
L'U.S. Census Bureau certifica che l'estensione della contea è di 1.494 km², di cui 1.491 km² composti da terra e quattro km² composti di acqua.

## Confini
- Contea di Delaware (Oklahoma) - nord
- Contea di Benton (Arkansas) - nord-est
- Contea di Washington (Arkansas) - est
- Contea di Crawford (Arkansas) - sud-est
- Contea di Sequoyah - sud
- Contea di Cherokee (Oklahoma) - ovest

## Centri abitati
| - Bell - Bunch - Cherry Tree - Chewey - Christie - Fairfield - Greasy | - Lyons Switch - Maryetta - Peavine - Rocky Mountain - Salem - Stilwell | - Watts - Watts Community - West Peavine - Westville - Zion - Elohim City (Oklahoma) |

## Strade principali
- U.S. Highway 59
- U.S. Highway 62
- State Highway 51

## Politica
| Anno | Partito Repubblicano (Stati Uniti d'America) | Partito Democratico (Stati Uniti d'America) |
| ---- | -------------------------------------------- | ------------------------------------------- |
| 2012 | 67,4% 4.362                                  | 32.6% 2.110                                 |
| 2008 | 69,3% 4.638                                  | 30,7% 2.052                                 |
| 2004 | 66% 4.971                                    | 34% 2.562                                   |
| 2000 | 58,6% 3.503                                  | 39,5% 2.361                                 |